# Арабеска (филм)
„Арабеска“ (на английски: Arabesque) е трилър-комедия на режисьора Стенли Донън, който излиза на екран през 1966 година, с участието на Грегъри Пек и София Лорен.

## Сюжет
Американски професор, специалист по йероглифи, пристига в Оксфорд, за да разшифрова секретно съобщение, съдържанието на което интересува и шпионите, и нефтените шейхове, и редица лидери от Близкия изток. Помага му сексапилната любовница на нефтен магнат, който има политически амбиции.

## В ролите
| Актьор         | Роля                            |
| -------------- | ------------------------------- |
| Грегъри Пек    | Проф. Дейвид Полък              |
| София Лорен    | Ясмин Азир                      |
| Алън Бадел     | Неджим Бешраави                 |
| Кийрън Мур     | Юсеф Касим                      |
| Карл Дюринг    | премиер Хасан Йена              |
| Джон Меривал   | майор Силвестър Пенингтън Слоун |
| Дънкан Ламонт  | Кайл Уебстър                    |
| Джордж Кулурис | Раджеб                          |